# Aleksandr Kalagin

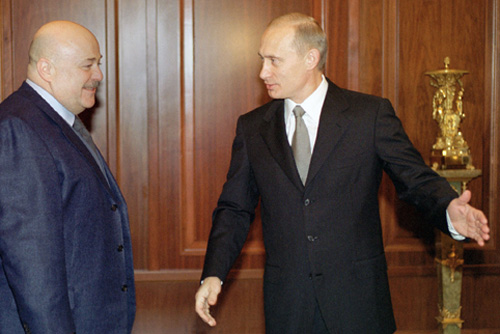
Aleksandr Kalagin i Władimir Putin

Aleksandr Aleksandrowicz Kalagin (ros. Александр Александрович Калягин; ur. 25 maja 1942) – radziecki i rosyjski aktor filmowy, głosowy i teatralny, reżyser. Zasłużony Artysta RFSRR (1978). 

## Wybrana filmografia

### Role filmowe
- 1975: Jarosław Dąbrowski jako pułkownik Tuchołko
- 1976: Księżniczka na grochu jako król
- 1978: Lalka (serial telewizyjny) jako Suzin
- 1993: Mam na imię Iwan, a ty Abraham jako Mardoche

### Role głosowe
- 1979: Bajka bajek jako Mały szary wilk
- 1981: Przygody Kota Leopolda

## Nagrody i odznaczenia
- Zasłużony Artysta RFSRR (1978)
- Ludowy Artysta RFSRR (1983)
- Nagroda Państwowa ZSRR (1981)
- Nagroda Państwowa ZSRR (1983)
- Order Znak Honoru (1985)
- Order Zasług dla Ojczyzny

Źródło: